# Gagnières
Gagnières este o comună în departamentul Gard din sudul Franței. În 2009 avea o populație de 1.090 de locuitori.

## Evoluția populației
| An        | 1975  | 1982 | 1990 | 1999 | 2006  | 2009  |
| --------- | ----- | ---- | ---- | ---- | ----- | ----- |
| Populație | 1.045 | 920  | 878  | 919  | 1.048 | 1.090 |